# Sân bay Điện Biên
Cảng hàng không Điện Biên (IATA: DIN, ICAO: VVDB), còn được gọi là Sân bay Mường Thanh, là sân bay ở thành phố Điện Biên Phủ, tỉnh Điện Biên.

## Lịch sử
Năm 1958, vận tải hàng không dân dụng chính thức được mở tại sân bay Điện Biên và do quân đội đảm nhiệm nhưng các chuyến bay còn rất ít. Đến năm 1984, kỷ niệm 30 năm chiến thắng Điện Biên Phủ, tuyến đường bay Hà Nội - Điện Biên bằng máy bay AN24, AK40... được khôi phục, sân bay đưa vào khai thác với đường băng ghi nhôm dài 1400m. Sau 10 tháng khai thác, do các điều kiện kỹ thuật không cho phép, ngày 30/1/1995 đường bay đã bị cắt để sửa chữa đường cất hạ cánh. Sau khi sửa chữa, CHK Điện Biên đã hoạt động trở lại và máy bay là loại ATR72.
Năm 1996, sân bay được đầu tư xây dựng đường hạ cất cánh dài 1430m, rộng 30m bằng bê tông, sân đỗ máy bay có 2 vị trí đỗ. Năm 1998 nâng lên 10 lần chuyến một tuần với khoảng trên 20 ngàn hành khách/năm. Năm 2004, CHK Điện Biên được đầu tư mở rộng sân đỗ máy bay diện tích 12.000m2 đảm bảo cho 4 vị trí máy bay đỗ. Nhà ga hành khách với diện tích sử dụng 2.500m2, đủ năng lực phục vụ hai chuyến bay ATR72 tương đương với 300 hành khách/giờ cao điểm.
Vào ngày 27/3/2021, Thủ tướng Chính phủ đã chấp thuận chủ trương đầu tư dự án mở rộng sân bay Điện Biên, đồng thời giao cho Tổng công ty Cảng hàng không Việt Nam (ACV) triển khai thực hiện. Dự án có tổng mức đầu tư đạt 1.547 tỷ đồng, trong đó 100% vốn chủ sở hữu của ACV. Thời hạn hoạt động dự án là 50 năm; tiến độ thực hiện là 34 tháng kể từ khi chấp thuận chủ trương đầu tư. Các hạng mục chính tại sân bay Điện Biên bao gồm toàn bộ khu bay và khu hàng không dân dụng, được đầu tư bằng nguồn vốn doanh nghiệp, công tác giải phóng mặt bằng sử dụng ngân sách của tỉnh Điện Biên. Theo kế hoạch, dự án sân bay Điện Biên mở rộng được phê duyệt là sân bay lưỡng dụng, có chức năng đảm bảo cho máy bay tầm trung A320, A321 và tương đương cất hạ cánh.
Dự án gồm đường cất hạ cánh 17/35 kích thước 2400m x 45m, sân quay 2 đầu, kết cấu BTXM đảm bảo khai thác máy bay A320/A321 hoặc tương đương; lề vật liệu rộng mỗi bên 7,5m, dải hãm phanh 2 đầu đường cất hạ cánh kích thước 60x100m và xây dựng hệ thống đèn tiếp cận CAT I... Dự án cũng cải tạo, mở rộng công suất khai thác nhà ga hành khách hiện hữu từ 300.000 khách/năm lên 500.000 khách/năm.
Dự án khởi công vào tháng 1/2022 có tổng mức đầu tư 1.467,7 tỷ đồng từ nguồn vốn của ACV. Vào ngày 15/4/2023, sân bay tạm thời đóng cửa, ngừng khai thác 8 tháng để hoàn thiện nâng cấp, mở rộng, theo kế hoạch là ngày 17/12 mới mở lại. Tuy nhiên, do tiến độ dự án về đích sớm nên sân bay có thể mở cửa lại, khai thác trước nửa tháng so với kế hoạch ban đầu. Sân bay chính thức mở cửa ngày 1/12, với chuyến bay thử nghiệm VN1802 của Vietnam Airlines, sử dụng máy bay A321. Sân bay bắt đầu khai thác trở lại vào ngày 2/12.

## Hoạt động
Sân bay Điện Biên là sân bay lớn nhất miền Tây Bắc Việt Nam. Hiện tại, sân bay Điện Biên Phủ thực hiện tuần 7 chuyến Hà Nội - Điện Biên, Điện Biên - Hà Nội.
Trước năm 2023, do sân bay Điện Biên nằm trong khu vực lòng chảo, tĩnh không 2 đầu đường cất hạ cánh hạn chế nên không thể kéo dài đường băng để khai thác các loại tàu bay lớn như A320, A321 và tương đương. Việc lắp đèn đêm và hệ thống dẫn đường hiện đại cho đường cất hạ cánh hiện hữu cũng không được thực hiện do vướng về tĩnh không, do đó cảng này cũng chỉ khai thác được ban ngày. Ngoài ra, do nằm trong khu vực vùng núi cao, điều kiện thời tiết phức tạp, thường xuyên có mây mù, mưa, tầm nhìn hạn chế nên tỷ lệ huỷ chuyến tại Điện Biên khá cao so với các sân bay khác.
Ngoài phục vụ thương mại sân bay còn phục vụ nhiệm vụ chính trị đảm bảo an ninh an toàn tuyệt đối cho các chuyến bay chuyên cơ, ưu tiên, chuyến bay quân sự của cán bộ Đảng, nhà nước và các khách ngoại giao lên thăm và làm việc tại tỉnh Điện Biên.

## Nhà ga, cơ sở vật chất
Dự án cải tạo, mở rộng công suất khai thác nhà ga hành khách hiện hữu từ 300.000 khách/năm lên 500.000 khách/năm. Nhà ga được thiết kế gồm 2 tầng trong đó, tầng 1 bao gồm: Khu vực mái sảnh, Khu vực hành khách đi và khu vực hành khách đến; Tầng 2 là Khu vực phòng chờ, phòng khách hạng thương gia, khu vực dịch vụ thương mại và các khu vực phụ trợ phục vụ khai thác.
Theo quy hoạch phát triển giao thông vận tải hàng không, giai đoạn đến năm 2020, cảng hàng không Điện Biên có công suất khoảng 300.000 hành khách và 500 tấn hàng hóa mỗi năm. Đến năm 2030, dự kiến công suất sân bay nâng lên 2 triệu hành khách và 10.000 tấn hàng hóa mỗi năm.

## Các hãng hàng không và tuyến bay
| Hãng hàng không  | Điểm đến                      |
| ---------------- | ----------------------------- |
| VietJet Air      | Hà Nội, Thành phố Hồ Chí Minh |
| Vietnam Airlines | Hà Nội                        |

## Thống kê
San lượng hành khách phục vụ 5 năm từ năm 2010-2014:
| Năm  | Số chuyến cất và hạ cánh | Hành khách | Hành lý, bưu kiện (Tấn) | Hàng hóa (Tấn) |
| ---- | ------------------------ | ---------- | ----------------------- | -------------- |
| 2010 | 1416                     | 75.199     | 547,30                  | 84,04          |
| 2011 | 1414                     | 77.531     | 567,41                  | 51,97          |
| 2012 | 1386                     | 73.372     | 318,731                 | 41,092         |
| 2013 | 1388                     | 74.272     | 535,393                 | 44,345         |
| 2014 | 1532                     | 81.564     | 579,003                 | 62,150         |